# Gerhard Woitzik
Gerhard Woitzik (Fünfteichen bij Breslau, 15 november 1927 – Dormagen, 29 januari 2023) was een Duits katholiek politicus van de Zentrumspartei (Centrumpartij). 
Woitzik kwam na de Tweede Wereldoorlog als zogeheten 'Heimatvertriebener' in het Rijnland terecht. 
Van 1974 tot 1986 en van 1996 tot 2009 was hij partijvoorzitter van de Zentrumspartei. Hij was ook burgemeester van de gemeente Nievenheim in Noordrijn-Westfalen. Sinds 1975 was hij ook lid van de gemeenteraad van Dormagen (Nievenheim ging in dat jaar op in Dormagen). Sinds 1999 was hij ook lid van de raad van de Landkreis van Rhein-Kreis Neuss.